# Rüdiger Weck
Rüdiger Weck (* 13. Juli 1878 in Rawitsch, Provinz Posen; † 31. März 1915 in Windhoek) war ein deutscher Offizier der Schutztruppe in der Kolonie Deutsch-Südwestafrika.

Rüdiger Weck (1915 oder früher)

## Leben
Weck wurde als Sohn des Geheimrats Gustav Weck und Sidonie, geb. Kuhnt, geboren. Er besuchte das Königliche Realgymnasium in Reichenbach (Schlesien) und wurde am 17. März 1897 als Fahnenjunker in das 2. Niederschlesische Infanterie-Regiment Nr. 47 „Prinz Ludwig“ aufgenommen. Am 1. Oktober 1897 als Unteroffizier der Kriegsschule in Hersfeld überwiesen, wurde er am 18. Oktober 1897 zum Portepeefähnrich ernannt und bestand Anfang Juni 1898 das Offiziersexamen mit dem Prädikat „vorzüglich“; am 18. August erhielt er das Patent als Sekondeleutnant.
Im Sommer des Jahres 1900 nahm er als einer der jüngsten Offiziere im 1. Ostasiatischen Infanterie-Regiment an der Expedition zur Niederschlagung des Boxeraufstands in China teil; für seinen Einsatz bei der Erstürmung des Peitang-Forts und an der Großen Mauer bei Huolu-Kuschan wurde er später mit deutschen und russischen Orden ausgezeichnet. Mitte September 1901 kehrte er zu seinem alten Regiment zurück und wurde in Anbetracht seiner durch die Kämpfe geschädigten Gesundheit als Bezirksadjutant nach Schrimm versetzt; nach Ablauf des dreijährigen Kommandos wurde er zur preußischen Kriegsakademie berufen. Im Verlauf seiner militärischen Studienzeit leistete er in den Jahren 1907 und 1908 praktischen Dienst bei dem Schlesischen Feldartillerie-Regiment Nr. 42 in Schweidnitz (Schlesien) und bei den Königs-Ulanen in Hannover; am 17. Oktober 1908 wurde er zum Oberleutnant befördert; am 1. April 1910 zum Großen Generalstab (Abteilung X) versetzt und am 22. März 1912 zum Hauptmann ernannt.
Im folgenden Jahr bewarb er sich erfolgreich um ein auf zwei Jahre befristetes Kommando in Deutsch-Südwestafrika, wo er von Cuxhaven aus auf dem Dampfer Eduard Woermann am 1. Oktober 1913 in Swakopmund eintraf. Während des Ersten Weltkrieges unternahm er Erkundungsritte an die Kriegsfront. Bei einem Morgenritt im März 1915 stürzte er in Klein-Windhoek vom Pferd und wurde schwer verletzt ins Lazarett eingeliefert; drei Wochen später starb er an einer Thrombose. Sein Grab befindet sich auf dem Leutwein-Friedhof in Windhoek.
Die von ihm hinterlassenen Aufzeichnungen und Briefe wurden von seinem Vater Gustav Weck 1919 veröffentlicht und im Vorwort mit einer biographischen Skizze versehen, die den militärischen Werdegang seines Sohnes nachzeichnet.

## Publikation
- In Deutsch-Südwestafrika 1913 bis 1915. Blätter aus dem Nachlaß des Hauptmanns im Generalstabe beim Kommando der Schutztruppe Rüdiger Weck. Herausgegeben nebst einem Schlußkapitel „Der Krieg in der Kolonie“ vom Vater des Verfassers. Mit einem Porträt, 14 Vollbildern nach Originalaufnahmen und einer Kartenskizze, Berlin 1919. suub.uni-bremen